# Telema coreana
Telema coreana — вид павуків родини Telemidae. Описаний у 2023 році.

## Поширення
Ендемік Південної Кореї. Виявлений у печері Баеті в окрузі Гапчеон у провінції Південна Кьонсан. Це перший представник родини, що відомий у Кореї.